# Aeropuerto de Igloolik
El Aeropuerto de Igloolik (del inglés: Igloolik Airport) (IATA: YGT, OACI: CYGT) está ubicado en Igloolik, Nunavut, Canadá y es operado por el gobierno de Nunavut.

## Aerolíneas y destinos
- Canadian North
  - Iqaluit / Aeropuerto de Iqaluit
  - Pond Inlet / Aeropuerto de Pond Inlet
- First Air
  - Iqaluit / Aeropuerto de Iqaluit
  - Hall Beach / Aeropuerto de Hall Beach
- Kenn Borek Air
  - Resolute Bay / Aeropuerto de Resolute Bay
  - Pond Inlet / Aeropuerto de Pond Inlet